# Gotta Work
«Take Control» — песня американской певицы Амери, вышедшая 14 апреля 2007 года на лейблах Columbia в качестве второго международного сингла из её третьего студийного альбома Because I Love It (2007). В песне использованы сэмплы песни группы Sam & Dave 1966 года «Hold On, I’m Comin'», написанной Айзеком Хейсом и Дэвидом Портером и первоначально записанной Рубеном Уилсоном. В качестве образца использована кавер-версия Эрмы Франклин из её альбома «Soul Sister» (1969). Амери назвала звучание песни «Go-go soul», сказав, что go-go «[это] как очень крепкий чёрный кофе, некоторые люди не могут проглотить его в чистом виде».
Эта песня звучит в конце боевика 2009 года «Бой без правил».

## Отзывы
Журнал Blues and Soul Magazine сказал, что песня «звучит так, будто она сошла с той же фабрики хитов, что и большинство работ Би… „Crazy in Love“ встречается с „1 Thing“ [sic]», но что она «ступает по той редкой тонкой почве между клубным гимном и достоверной душевной территорией; её смелые и наглые оркестровые инструменты и грохочущая перкуссия приятно подталкивают её вперёд. Первый сингл с нового альбома Because I Love It, и нам он нравится». The Village Voice назвал его шестым лучшим синглом лета 2007 года. Daily Mirror написала: «Старый супермощный рифф Stax Records никогда не подведёт вас, а в центре [„Gotta Work“] он особенно супермощен… Амери потеет и скрежещет в машинном отделении фанка, взбивая мочалку и оказывая услугу песне, которую она взяла за образец. Погрузитесь в неё, как это делает она, и вы сразу почувствуете пользу».
Песня «Gotta Work» заняла семьдесят первое место в списке 100 лучших хитов 2007 года по версии MTV Asia (Top 100 Hits of 2007).

## Музыкальное видео
Премьера клипа состоялась 30 июня 2007 года. Режиссёром клипа выступил Скотт Франклин.

## Список треков
UK CD single
1. «Gotta Work»
2. «Gotta Work» (ремикс при участии Collie Buddz)

CD single (Premium)
1. «Gotta Work»
2. «Gotta Work» (ремикс при участии Collie Buddz)
3. «1 Thing» (ремикс при участии Ив)
4. «Gotta Work» (Video)

UK 12" single
1. «Gotta Work» (альбомная версия)
2. «Gotta Work» (инструментальная версия)

## Чарты
| Чарт (2007)                        | Высшая позиция |
| ---------------------------------- | -------------- |
| Германия (Deutsche Black Charts)   | 6              |
| Ирландия (IRMA)                    | 30             |
| Шотландия (Scottish Singles Chart) | 19             |
| Великобритания (UK Singles Chart)  | 21             |
| Великобритания (UK R&B Chart)      | 6              |